# Стела «Город воинской славы» (Грозный)
Стела «Город воинской славы» — памятник, установленный 25 июня 2015 года в Грозном в ознаменование присвоения городу почётного звания Российской Федерации «Город воинской славы».

## Описание
6 апреля 2015 года указом Президента России Грозному было присвоено почётное звание Города воинской славы.
Этого звания город был удостоен за большой вклад в победу советского народа над фашистской Германией в Великой Отечественной войне.
В соответствии с Указом Президента РФ от 1 декабря 2006 года № 1340, в каждом городе, удостоенном почётного звания «Город воинской славы», устанавливается стела, посвященная этому событию. 22 июня 2015 года в Кремле состоялась церемония вручения грамот о присвоении звания городам, в числе которых был Грозный. И уже 25 июня 2015 года состоялось открытие памятной стелы. Стела установлена на центральной площади Грозного перед зданием мэрии, на перекрёстке улицы Исаева и бульвара Эсамбаева. Высота стелы составляет 13,42 м. На вершине колонны из красного гранита установлен герб России. По углам основания стелы расположены четыре тумбы с барельефами, на которых запечатлена история города.
В том же году была выпущена памятная монета, посвящённая присвоению Грозному звания Города воинской славы, номиналом 10 рублей. На следующий год была выпущена почтовая марка, посвящённая этому событию.

## Галерея

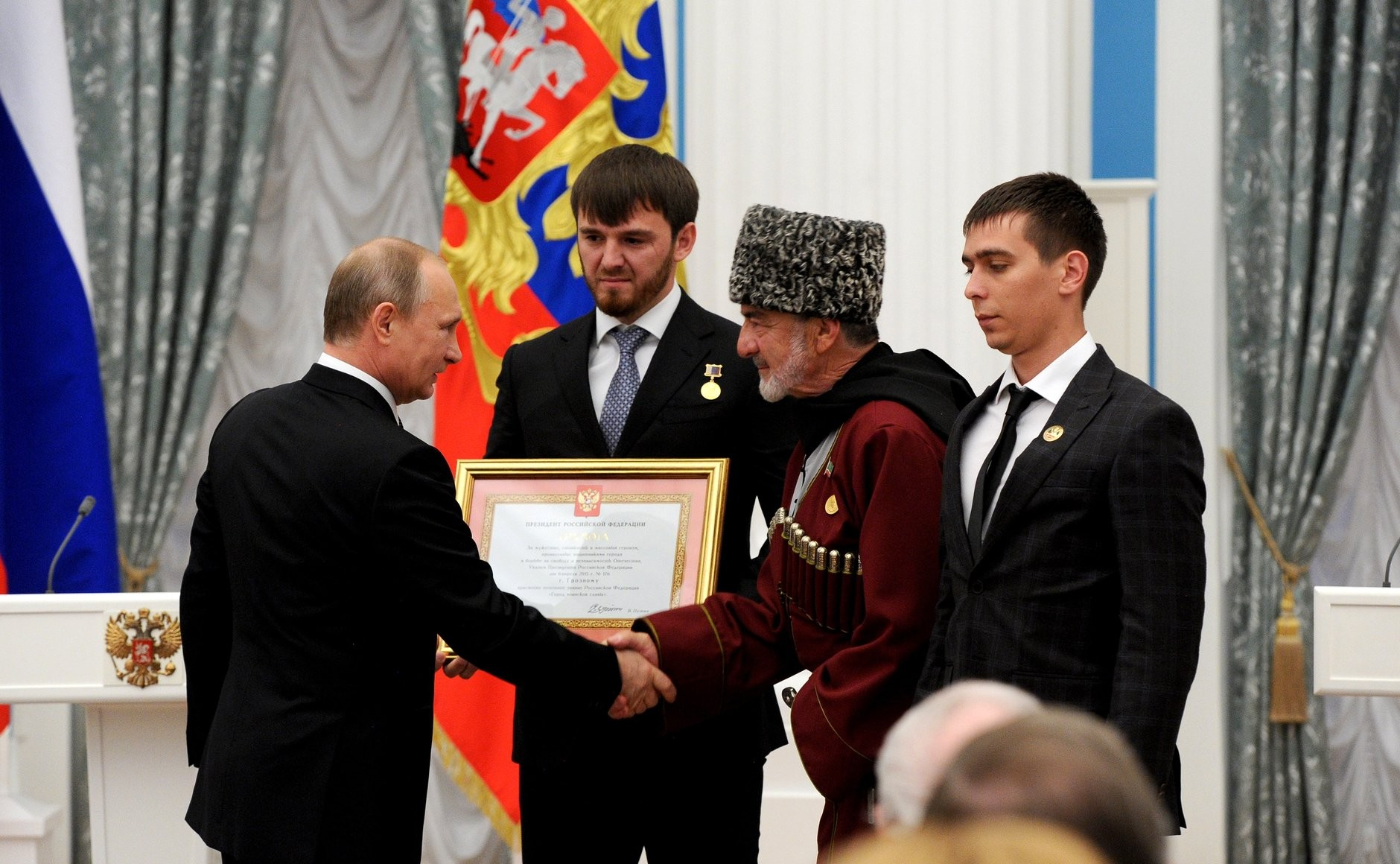
Заслуженный артист РСФСР Дагун Омаев принимает грамоту о присвоении Грозному звания «Город воинской славы».
Стела «Город воинской славы».
Памятная монета, посвящённая присвоению Грозному почётного звания Город воинской славы.
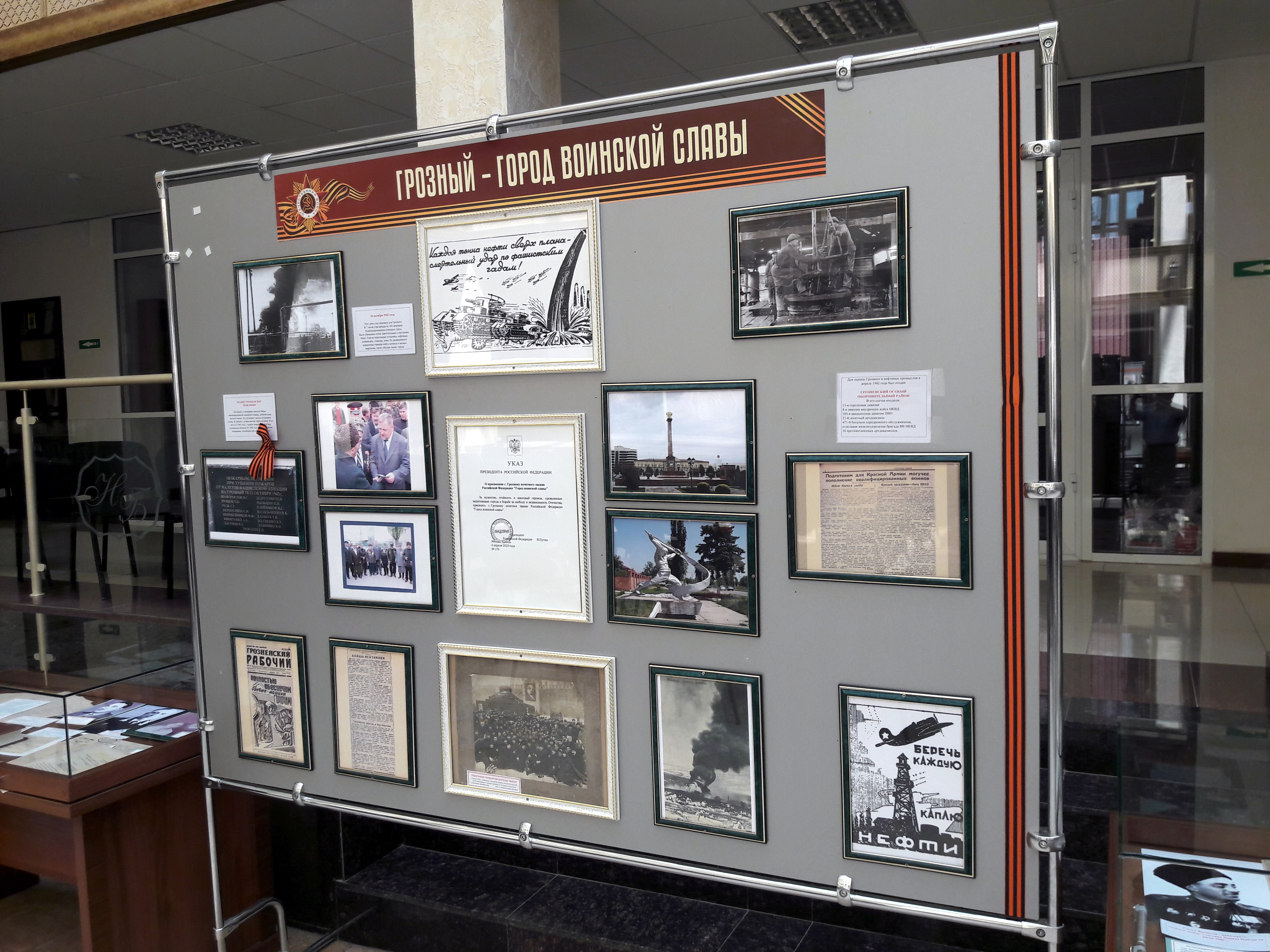
Стенд выставки в Национальной библиотеке Чеченской Республики.
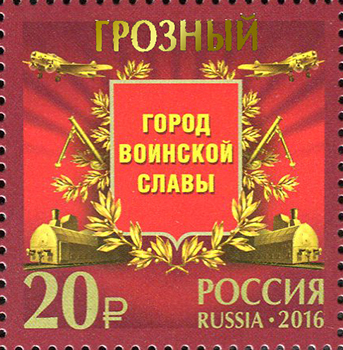
Почтовая марка, выпущенная по случаю присвоения Грозному звания Город воинской славы.